# پشت درهای بسته (فیلم ۱۹۶۱)
پشت درهای بسته (ایتالیایی: A porte chiuse) یک فیلم کمدی به کارگردانی دینو ریسی است که در سال ۱۹۶۱ منتشر شد.

## بازیگران
- آنیتا اکبرگ
- کلودیو گورا
- فرد کلارک
- اتوره مانی
- هلن رمی
- ویتوریو کاپریولی
- بئاتریس آلتاریبا
- ماریو اسکاچا
- جانی بوناگورا
- آلبرتو تالگالی
- جامپی‌یرو لیترا